# Jacques Fred Petrus
Jacques Fred Petrus (Sainte-Anne, 22 febbraio 1948 – Le Gosier, 8 giugno 1987) è stato un disc jockey e produttore discografico francese citato fra i pionieri della post-disco.

## Biografia
Nato a Sainte-Anne, a Guadalupa, durante la sua adolescenza Jacques lavorò come meccanico di una nave da carico. Dopo essersi trasferito a Parigi nel 1968, Petrus iniziò a fare il deejay in vari locali notturni. Lavorò in vari club locali come il Saint-Hilaire di rue de Ponthieu, che era gestito da François Patrice.
All'inizio degli anni 1970, Petrus decise di vivere a Milano. Qui lavorò al Good Mood e divenne amico di Mauro Malavasi, studente e affermato musicista bolognese. I due decisero di fondare durante la metà del decennio l'etichetta Goody Music Productions (GMP), che importava singoli di successo americani in Italia. Nel 1978, la coppia fondò la Goody Music Records e aprirono uno studio di registrazione a Bologna.
Il duo iniziò a collaborare con una fitta schiera di formazioni che furono fra le prime a mischiare il sound della disco music Oltreoceano a sonorità elettroniche quali Change, Revanche, Peter Jacques Band, Zinc e Macho. Assieme a questi ultimi, Petrus e Malavasi registrarono una cover di I'm a Man degli Spencer Davis Group dilatata fino a 18 minuti che, nella sua versione su singolo, raggiunse la prima posizione della Hot Dance Club Play. I'm a Man viene anche ricordata per essere stata il primo successo post-disco/euro disco prodotto da musicisti italiani.
Nel 1979 Petrus aprì a New York la Little Macho Music, che scritturò i B. B. & Q. Band e The Ritchie Family. Nel 1983 egli interruppe la sua collaborazione con Malavasi e, tornato a Milano, fondò la Renaissance International e l'etichetta Full Time Records. Stando ad alcuni resoconti, Petrus avrebbe avuto grossi problemi fiscali e accumulato grandi quantità di denaro indebitandosi. Benché non sia confermato, alcuni ipotizzano che egli avesse avuto dei contatti con la mafia.
Nel 1987, mentre si trovava a Le Gosier, Petrus fu assassinato con colpi di arma da fuoco da un individuo non identificato. Il motivo dell'omicidio non è mai stato chiarito.